# Censure d'Internet en Guinée
La censure d'Internet en République de Guinée consiste dans le blocage par l'État des principaux réseaux sociaux et sites d'informations et dans la coupure partielle ou totale d'Internet en Guinée.

## Censure en 2020
Du vendredi 20 au dimanche 22 mars 2020,, en marge du double scrutin du 22 mars 2020 en Guinée, le gouvernement a restreint l'Internet pour, selon lui, empêcher la propagation de la haine sur les canaux.

### Condamnations
De nombreux Guinéens et plusieurs organisations internationales de défense des droits de l'homme dont Ablogui, Reporters sans frontières et la CEDEAO condamnent la censure d'Internet et mentionnent qu'il s'agit d'une attaque directe à la liberté d'expression.
Depuis le 8 février 2024, le collectif hacktiviste Anonymous lance une série de cyberattaques contre la Guinée afin de dénoncer les restrictions de la liberté d'expression et d'Internet.

## Censure en 2023-2024
Du 24 novembre 2023 au 23 février 2024 , les principaux réseaux sociaux sont censurés en République de Guinée sans explication de la part de l’État. Le porte-parole du gouvernement, Ousmane Gaoual Diallo, affirme que « L'Internet n’est pas un droit. ». Plusieurs chancelleries en Guinée émettent des critiques sur cette situation, notamment l'ambassade de France et l'ambassade d'Allemagne. Selon Michael Heath, secrétaire d’État adjoint américain pour l’Afrique de l’Ouest, il y a eu des répercussions considérables sur l’économie guinéenne, indiquent les données de la plateforme spécialisée britannique Top10VPN, qui l'évalue à 47,4 millions de dollars en 2023,,.
En février 2024, Anonymous s'attaque aux sites Web officiels des institutions étatiques, et il s'ensuit la dissolution du gouvernement Bernard Goumou le 19 février 2024. Soudain, dans la nuit du 22 au 23 février 2024, l'accès aux sites coupés est rétabli sans annonce ni explication,.